# Llangurig
Llangurig est un village et une communauté du Montgomeryshire, Powys, Pays de Galles. La population était de 723 dans le recensement britannique de 2011 . La communauté comprend également le hameau de Cwmbelan.

## Description
La rivière Wye, les routes nationales A470 et A44 traversent Llangurig, tout comme la National Cycle Route 8 et la Wye Valley Walk. L'église paroissiale du XVe siècle située dans le village est dédiée à Saint Curig, son fondateur réputé, et est classée monument historique. Il y a aussi deux petites chapelles.
Le village abrite depuis de nombreuses décennies une boutique d'artisanat ainsi que deuxmaisons publiques, un certain nombre de chambres d'hôtes et un petit magasin de village et un bureau de poste. Le manoir, Clochfaen Hall, a été conçu par l'architecte William Arthur Smith Benson, un designer du mouvement Arts and Crafts. Il a également conçu la fontaine d'eau potable entre la route et la place du village, dont l'érection commémore l'achèvement de l'approvisionnement en eau courante du village, un projet commencé par le colonel Gerald Hope Lloyd-Verney, à qui la fontaine est également un mémorial.
Llangurig possédait une petite école primaire. En janvier 2003, l'école ne comptait que 19 élèves. En 2006, une campagne réunie contre la fermeture par le conseil local a été menée. L'école a finalement fermé à la fin de l'année scolaire 2008.
Le village organise une exposition agricole annuelle et des concours de chiens de berger en août.

## Réseau ferroviaire

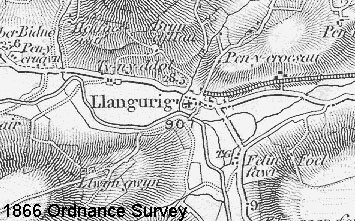
L'embranchement de Llangurig tel que construit.

Durant l'époque victorienne, Llangurig avait presque un service ferroviaire. La succursale de Llangurig est considérée comme la ligne secondaire de travail la plus courte du Royaume-Uni, ne recevant qu'un seul train.
Le réseau ferroviaire du Pays de Galles a été construit au coup par coup par de nombreuses petites entreprises, et le Parlement a accordé par erreur des lois pour deux lignes traversant le même terrain, reliant Llanidloes à Aberystwyth : une pour le Manchester and Milford Railway ; l'autre pour le Mid-Wales Railway . Le M&MR visait à relier les deux colonies avec une route à travers le Pays de Galles, pour permettre au nord-ouest industrialisé d'accéder au port en eau profonde de Milford Haven, dans l'ouest du Pays de Galles.
Le MWR a été autorisé à construire sa ligne par une loi du Parlement en 1859. Le M&M a également été autorisé en 1860. La ligne devait se diriger vers l'ouest de Llanidloes en passant par Llangurig jusqu'à Pant Mawr, à travers un tunnel, tournant vers le sud pour Ysbyty Ystwyth et Tregaron, se connectant finalement avec le chemin de fer Carmarthen &amp; Cardigan à Pencader.
Après avoir résolu les difficultés d'accès à Llanidloes grâce à la création du chemin de fer conjoint Llanidloes et Newtown, il s'étendrait sur 2,4 km de double voie vers le sud jusqu'à Penpontbren, où le MWR et le M&MR divergeraient. Le M&MR et le MWR devaient payer 5 % « par an » sur les coûts de construction et d'entretien. De plus, les trois sociétés devaient payer des parts égales d'intérêts et de frais de fonctionnement pour la nouvelle gare de Llanidloes. Ces accusations devaient finalement s'avérer paralysantes pour le M&MR.
La succursale de Llangurig a été entièrement construite et un seul train de marchandises a couru sur toute sa longueur, auquel cas le L&NR a facturé au M&MR le coût de la gare commune de Llanidloes. Le service de succursale a été immédiatement interrompu, étant totalement non rentable sans trafic de transit. Le M&MR a continué à payer le coût de la station commune qu'il ne pouvait pas atteindre.
En 1864, le M&MR avait changé ses plans pour traverser la chaîne de Pumlumon et avait donc arrêté tout travail à l'ouest de Llangurig. 1866 a été une année difficile, notamment l'effondrement de la London Bank Overend, Gurney and Company, entraînant des difficultés financières pour de nombreux projets industriels. En 1876, MWR n'avait toujours pas réussi à construire la nouvelle route, une loi du Parlement autorisant l'abandon du projet. En 1882, le M&MHR a commencé à démanteler la succursale de Llangurig, soulevant 2,4 km de la voie essentiellement inutilisée à des fins d'entretien ailleurs.
Une grande partie de la route à l'est de Llangurig est marquée sur les cartes OS actuelles comme «chemin de fer démantelé», une grande partie du parcours près de la route A470 à travers Nant Gwynwydd étant clairement visible. Certains terrassements et têtes de tunnel survivent au schéma original de M&MR à l'ouest de Llangurig, tout comme la station de Llangurig.